# Rhopalomyia cinerarius
Rhopalomyia cinerarius är en tvåvingeart som beskrevs av Monzen 1937. Rhopalomyia cinerarius ingår i släktet Rhopalomyia och familjen gallmyggor. Inga underarter finns listade i Catalogue of Life.